# OpenRISC
OpenRISC es un diseño de CPU RISC de especificación libre, realizado por OpenCores y publicado bajo la licencia LGPL. El diseño está implementado en el lenguaje de descripción de hardware verilog y ha sido fabricado exitosamente tanto como circuito integrado ASIC como implementado mediante entornos FPGA.
La GNU toolchain ha sido portada a OpenRISC para permitir el desarrollo en distintos lenguajes. Linux y μCLinux han sido también portados a este procesador.